# 架悬式驱动方式
架悬式驱动方式是铁路机车车辆使用的牵引传动装置类型之一，该驱动方式的特点是将牵引电动机安装在转向架构架上，牵引电动机的全部重量属于簧上重量。牵引电动机的重力和轮轨作用力通过一系悬挂传递，车辆运行中转向架构架与轮对之间便产生相对动态位移，为了使牵引电动机输出的扭矩能够平稳驱动与之对应的轮对，牵引电动机电枢轴与轮对之间需要采用能适应各方向相对位移的弹性联轴器，以此作为中间联结装置并传递扭矩。根据传动装置的设计需要和弹性联轴器的结构差异，弹性联轴器既可以安装在牵引电动机与小齿轮（主动齿轮）之间，例如电机空心轴驱动装置、鼓形齿联轴器驱动装置、挠性板联轴器驱动装置等；也可以安装在大齿轮（從動齒輪）与车轴之间，例如轮对空心轴驱动装置，而联轴器的位移幅度大小取决于一系悬挂装置的刚度。架悬式驱动与體懸式驅動都属于全悬挂式驱动方式，两者的分别在于架悬式将牵引电动机悬挂在转向架构架，位于一系悬挂之上及二系悬挂之下；而体悬式将牵引电动机安装在车体，位于二系悬挂之上。
与传统的轴悬式驱动方式相比，架悬式驱动方式的主要优点是减轻了簧下重量，牵引电动机全部重量由转向架构架承担，而转向架构架重量又由一系悬挂承担，并且轮对与牵引电动机之间采用弹性联接，因轨道不平顺和轮轨冲击所引起的轮对垂向和横向加速度，不会直接传递到牵引电动机和牵引齿轮副，使牵引电动机的工作条件和使用寿命比轴悬式有了大幅改善。此外，采用架悬式驱动的机车车辆在行驶时产生的轮轨动力作用也比轴悬式小得多，减少了对轨道的破坏程度和线路维护保养的工作量，有利于车辆运行品质和车辆运行速度的进一步提高。因此架悬式驱动装置被广泛应用于最高速度超过120公里/小时的铁路机车车辆。

## 主要类型

### 轮对空心轴驱动方式

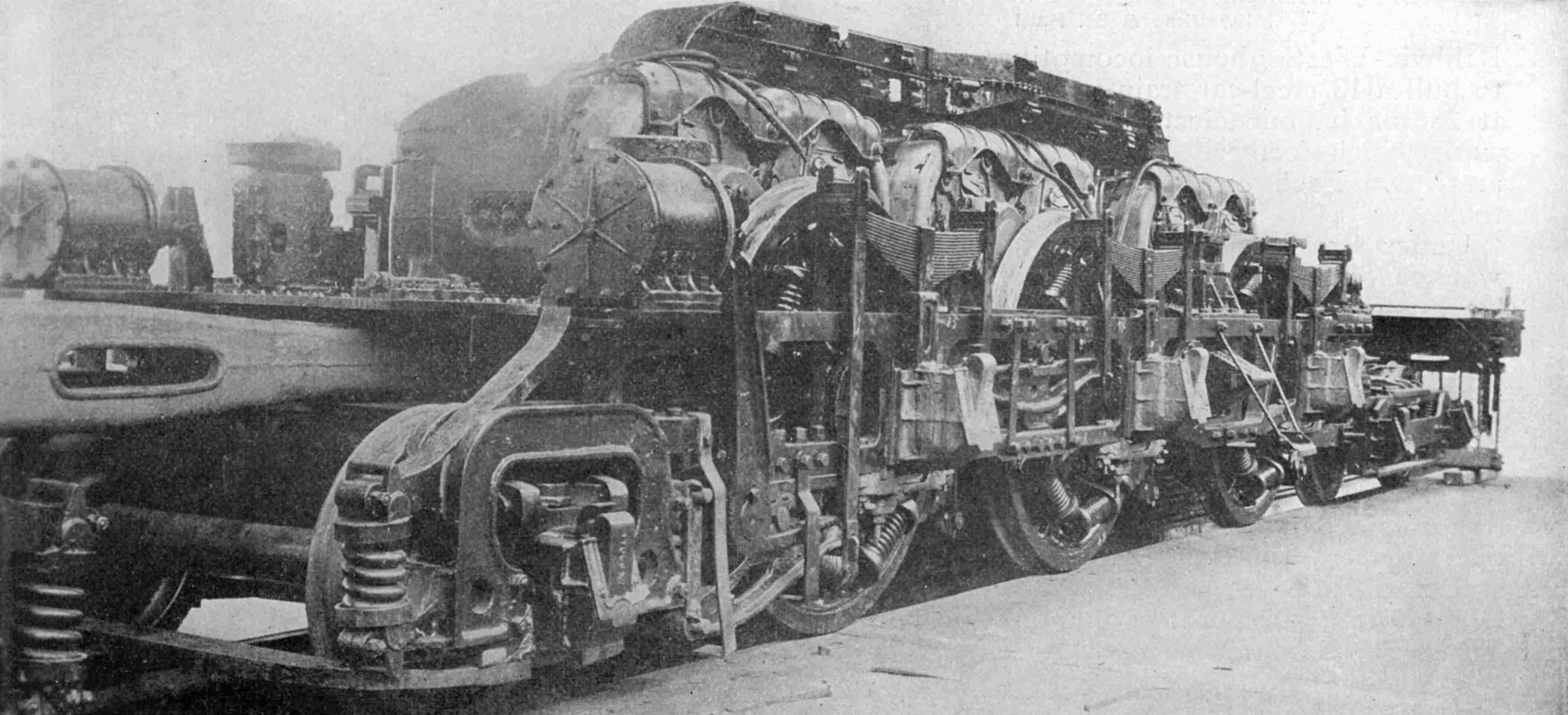
密尔沃基铁路密尔沃基铁路EP-3型电力机车的主车架，使用威斯汀豪斯驱动装置和双转子牵引电动机

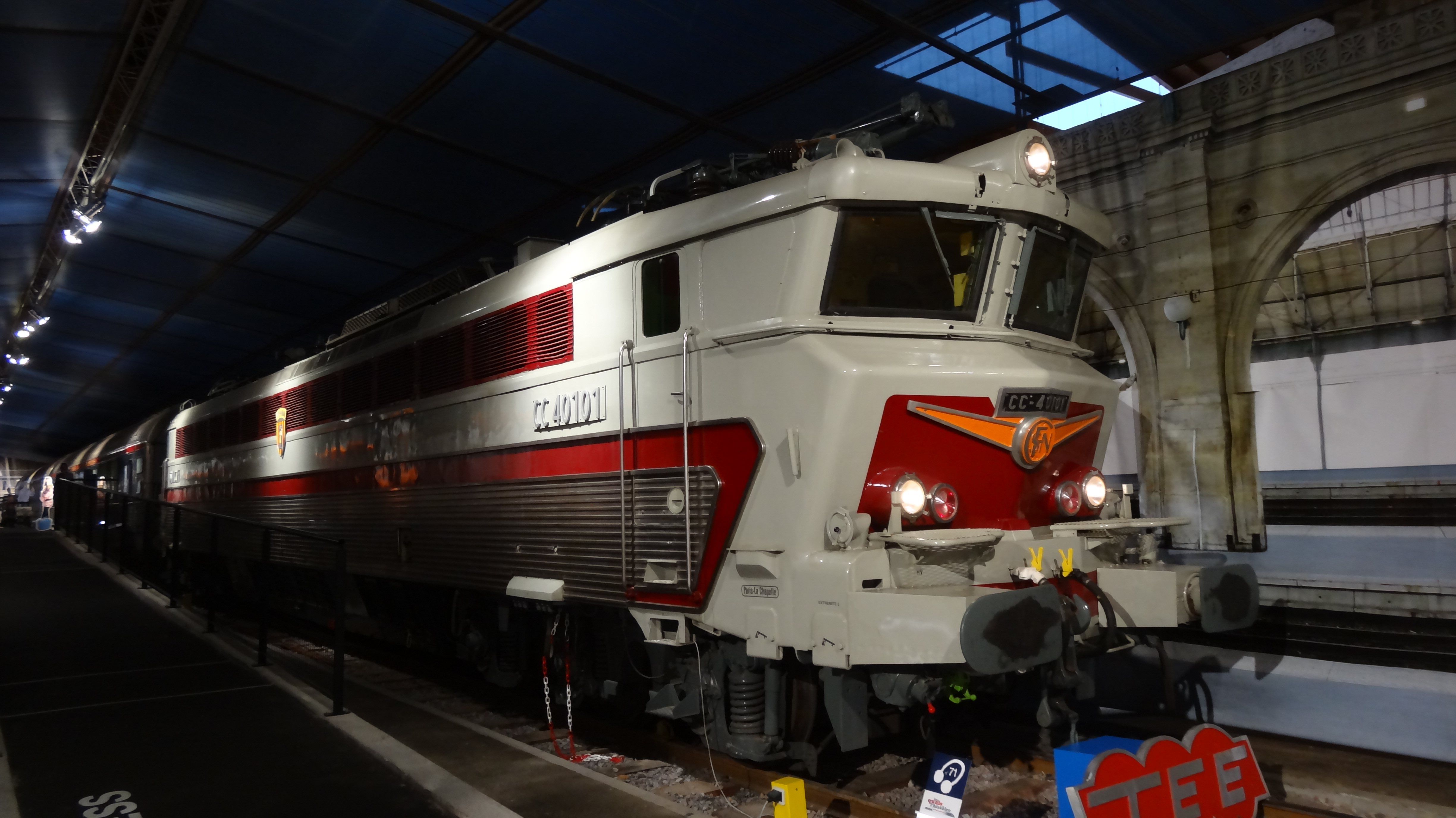
使用阿尔斯通浮动盘式驱动装置的法国国铁CC 40100型电力机车，构造速度达到240公里/小时

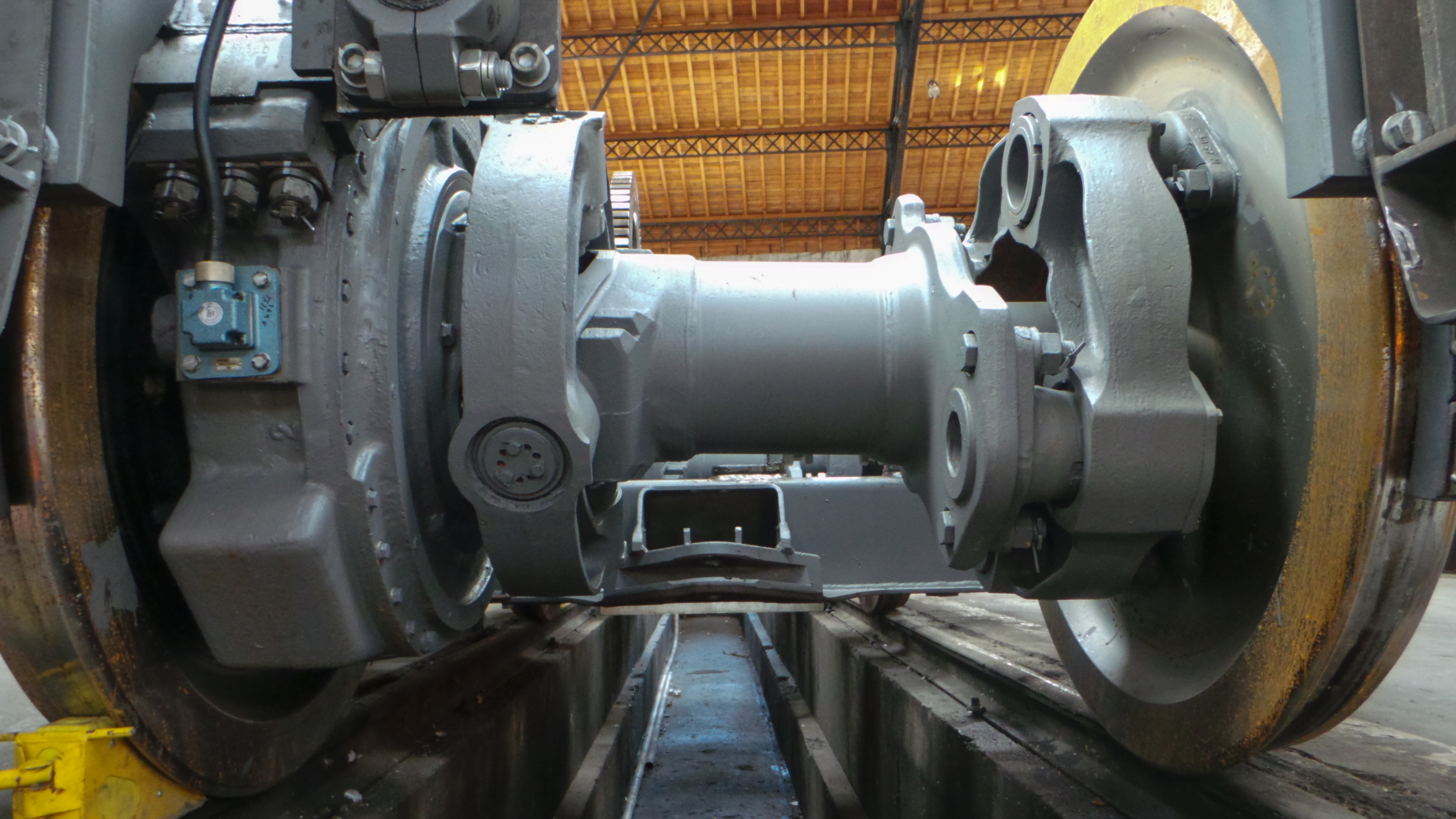
法国国铁BB 7200、BB 15000、BB 22200型电力机车使用的杰奎明驱动装置

轮对空心轴驱动方式是历史最悠久的架悬式驱动装置类型，原理是在车轴外面套了一根同心的空心轴，并且在空心轴和车轴间留有足够的间隙，允许发生轨道冲击时车轴的上下运动和通过曲线时的倾斜。轮对空心轴驱动方式自二十世纪初在美国问世以来，各国相继发展出许多各有特色的驱动装置。1900年代，西屋电气公司发明了第一种轮对空心轴驱动装置——威斯汀豪斯驱动装置（Westinghouse quill drive），空心轴通过抱轴承支撑在双转子牵引电动机的机座上，驱动装置中的大齿轮固定安装空心轴的一端，大齿轮通过伸入到车轮幅条间的弹簧联轴器与轮对相连，而在空心轴另一端的盘形端面法兰亦有相同形式的弹簧联轴器。1920年代至1930年代间，随着欧洲铁路干线的电气化以及客运电力机车的发展，在欧洲多国出现了多种形式的轮对空心轴驱动装置，例如瑞士赛雪龙公司（SAAS）在威斯汀豪斯驱动装置的基础上，设计出经过简化改良的赛雪龙弹簧驱动装置（Sécheron-Federantrieb）。与此同时，德国AEG公司亦对威斯汀豪斯驱动装置作出改造，使用弹簧套筒以改善弹簧联轴器的受力条件，称之为AEG-克莱诺夫弹簧驱动装置（AEG-Kleinow-Federtopf-Antrieb）。而意大利国家铁路也研制出使用钢板弹簧联轴器的比亚恩基驱动装置（La trasmissione Bianchi）和内格里驱动装置（La trasmissione Negri），以及使用橡胶盘联轴器的法内利驱动装置（La trasmissione Fanelli）。
上述几种驱动装置都是将弹簧联轴器置于车轮幅条间，而瑞士勃朗-包维利公司（BBC）则发明了将弹簧直接安装在大齿轮内的结构形式，也就是勃朗-包维利弹簧驱动装置（BBC-Federantrieb）；大齿轮通过滚动轴承安装在一截短空心轴套上，空心轴套与牵引电动机机座连成一体而不能随车轴转动，通过弹簧套筒和压装在车轮上的传动盘传递旋转力矩。除此之外，法国阿尔斯通公司亦发明了使用关节机构作为弹性联轴器的轮对空心轴驱动装置，即著名的阿尔斯通浮动盘式驱动装置（La transmission Alsthom à anneau dansant），通过与空心轴及大齿轮相连的四连杆浮动盘机构向车轮传递旋转力矩，后来德国亨舍尔公司和意大利国家铁路也分别对其作出了改进。以上这些早期的轮对空心轴驱动装置结构都比较简单，驱动元件几乎只布置在牵引电动机一端的垂直平面内，水平方向伸展与牵引电动机宽度相比较短，既可以设计成单边传动，也可以采用双边传动；而且它们都属于单级弹性传动系统，弹性元件只设置在空心轴（或大齿轮）与车轮之间。
第二次世界大战结束后因为欧洲铁路对列车速度的要求越来越高，使用双级弹性传动系统的轮对空心轴驱动装置应运而生。在这种结构形式中，驱动元件除了布置在牵引电动机一端的垂直平面内，还在水平方向从轮对的一侧延伸至另外一侧；其中一组弹性元件设置在大齿轮与空心轴之间，另一组弹性元件设置在空心轴与车轮之间，如此一来牵引电动机与轮对之间就得到了两级弹性的隔离。由于这类传动装置较为复杂而且占用空间也较多，因此通常只能设计成单侧齿轮单边传动的结构。法国国家铁路设计的杰奎明驱动装置（La transmission Jacquemin à anneau dansant）就是双级弹性传动的典型例子，特点为使用万向节空心轴和中间齿轮传动，使用这种驱动装置的BB 9004号电力机车，于1955年达到了331公里/小时的最高试验速度。1960年代，勃朗-包维利公司为德国联邦铁路开发出双空心轴六连杆扇形橡胶块驱动装置（BBC Kardan-Hohlwellenantrieb），大齿轮通过滚动轴承安装在固定空心轴上，大齿轮与转动空心轴用六连杆万向节联接，而转动空心轴另一端用扇形橡胶块及爪盘与车轮相连；在作为进入交流传动时代标志的德国联邦铁路120型电力机车上，首次采用两级弹性元件皆为六连杆万向节的结构形式，即双级六连杆空心轴驱动装置。

### 电机空心轴驱动方式

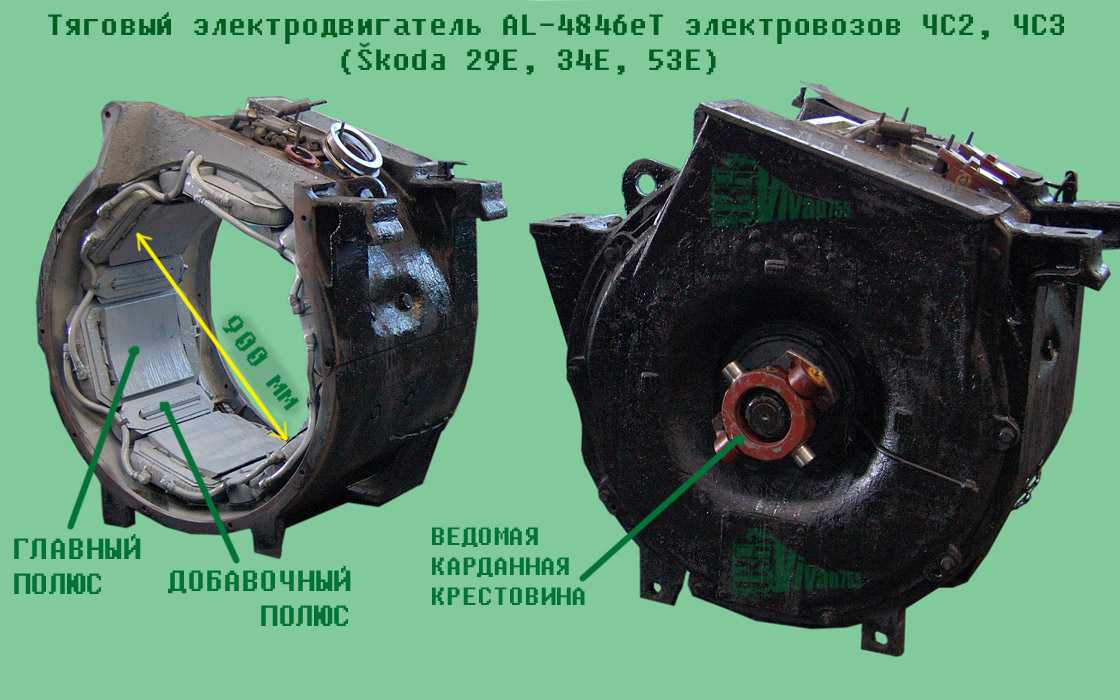
苏联铁路ChS2、ChS3型电力机车的牵引电动机，使用斯柯达电机空心轴万向节驱动装置

电机空心轴驱动方式的特点是將弹性联轴器设置在牵引电动机电枢轴与小齿轮之间，并将牵引电动机电枢轴设计成空心轴以节省空间，传递扭矩的扭转轴从空心电枢轴中穿过，从牵引电动机输出的扭矩通过电枢空心轴、扭转轴端弹性联轴器、扭转轴、小齿轮端弹性联轴器、小齿轮、大齿轮驱动轮对，电枢空心轴与扭转轴之间的间隙允许扭转轴倾斜，以适应牵引电动机与轮对及齿轮箱体之间各个方向的位移。电机空心轴驱动方式的优点是结构紧凑，传动装置的重量亦较轻；但由于齿轮箱的布置形式仍然与轴悬式驱动方式相似，大齿轮和齿轮箱直接支承在车轴上，齿轮箱重量的约三分之二为簧下重量，簧下重量相对大于轮对空心轴驱动方式。
电机空心轴驱动方式的典型例子包括瑞士勃朗-包维利公司的圆盘式驱动装置（BBC-Scheibenantrieb），以及赛雪龙公司的十字钢板式驱动装置（Sécheron-Lamellenantrieb），两者分别使用环状柔性圆盘和十字形钢板联轴器作为弹性联轴装置。此外，扭转轴端及小齿轮端弹性联轴器也可采用不同的结构，例如瑞典通用电机公司（ASEA）开发的电机空心轴驱动装置（ASEA rotorhålaxel drivningen），在扭转轴端使用齿形联轴器，而在小齿轮端则使用橡胶联轴器，采用单侧齿轮单边传动方式，这种驱动装置被广泛应用于瑞典国铁Rc系列电力机车和相关衍生车型。1950年代，捷克斯洛伐克的斯柯达公司也为准高速客运电力机车研制了一种电机空心轴万向节驱动装置（Pohonu kloubovým hřídelem uloženým v dutině motoru systému ŠKODA），使用十字环形中间万向接头作为联轴器。

### 鼓形齿联轴器驱动方式

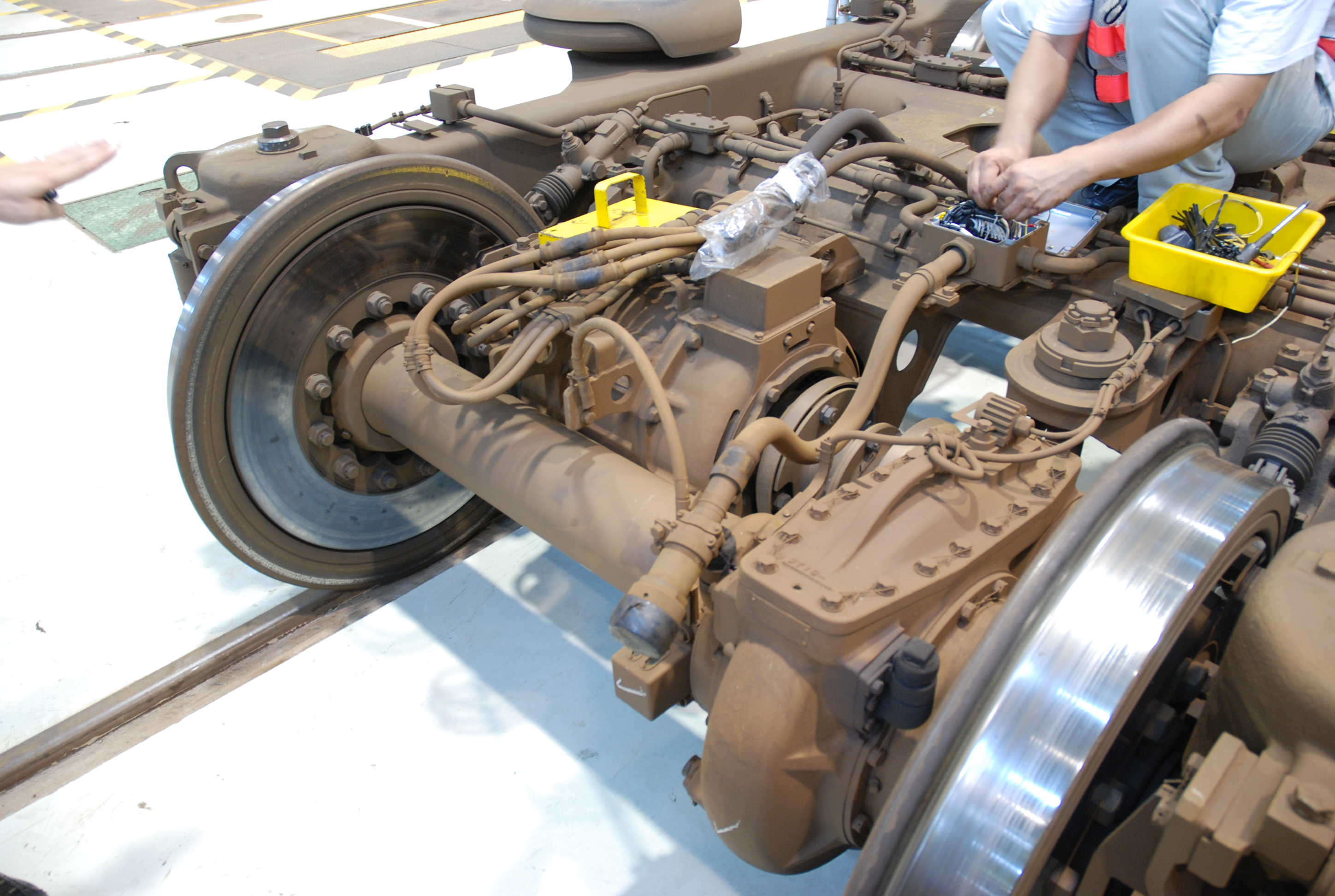
使用WN驱动方式的台灣高速鐵路700T型電聯車之动力转向架

鼓形齿联轴器驱动方式由美国西屋电气公司与专门生产齿轮的纳塔尔公司（R.D. Nuttall Company）于1925年合作开发，因此又称为西屋电气－纳塔尔驱动方式（Westinghouse-Nuttall drive），或简称WN驱动方式。在这种传动系统中，与车轴平行布置的牵引电动机固定在转向架构架上，电枢轴通过齿轮联轴器与小齿轮轴相连，并通过齿轮的啮合将扭矩传递到大齿轮，从而驱动轮对旋转；齿轮箱一端通过抱轴承坐落在车轴上，而另一端通过弹性吊杆或橡胶元件悬吊在构架横梁上。齿轮联轴器一般都采用鼓形齿式结构，以避免普通直齿联轴器因轴歪斜和偏移而产生卡齿现象。鼓形齿联轴器由外齿轴套和内齿外套等部分组成，通过两者啮合点的变化来补偿电枢轴和小齿轮轴间的各种位移。
鼓形齿联轴器驱动方式是一种结构相对简单、制造成本较低的架悬式驱动装置，由于齿轮联轴器需要占据两车轮之间的部分轴向空间，因此比较适合用于牵引电动机功率较小、轮对内侧轴向空间较大的车辆，主要用于动力分散的电力动车组和城轨车辆；此外，这种驱动装置拥有体积小、重量轻的优点，具有良好的动力学性能，可满足250～300公里/小时甚至更高速度的需求，因而在高速铁路列车上也得到广泛应用，例如日本新干线300系、500系、700系电力动车组，以及德国的ICE-3电力动车组等。鼓形齿联轴器的主要不足之处是扭转刚度较大，且需要定期检查维护及加注润滑油。

### 挠性板联轴器驱动方式

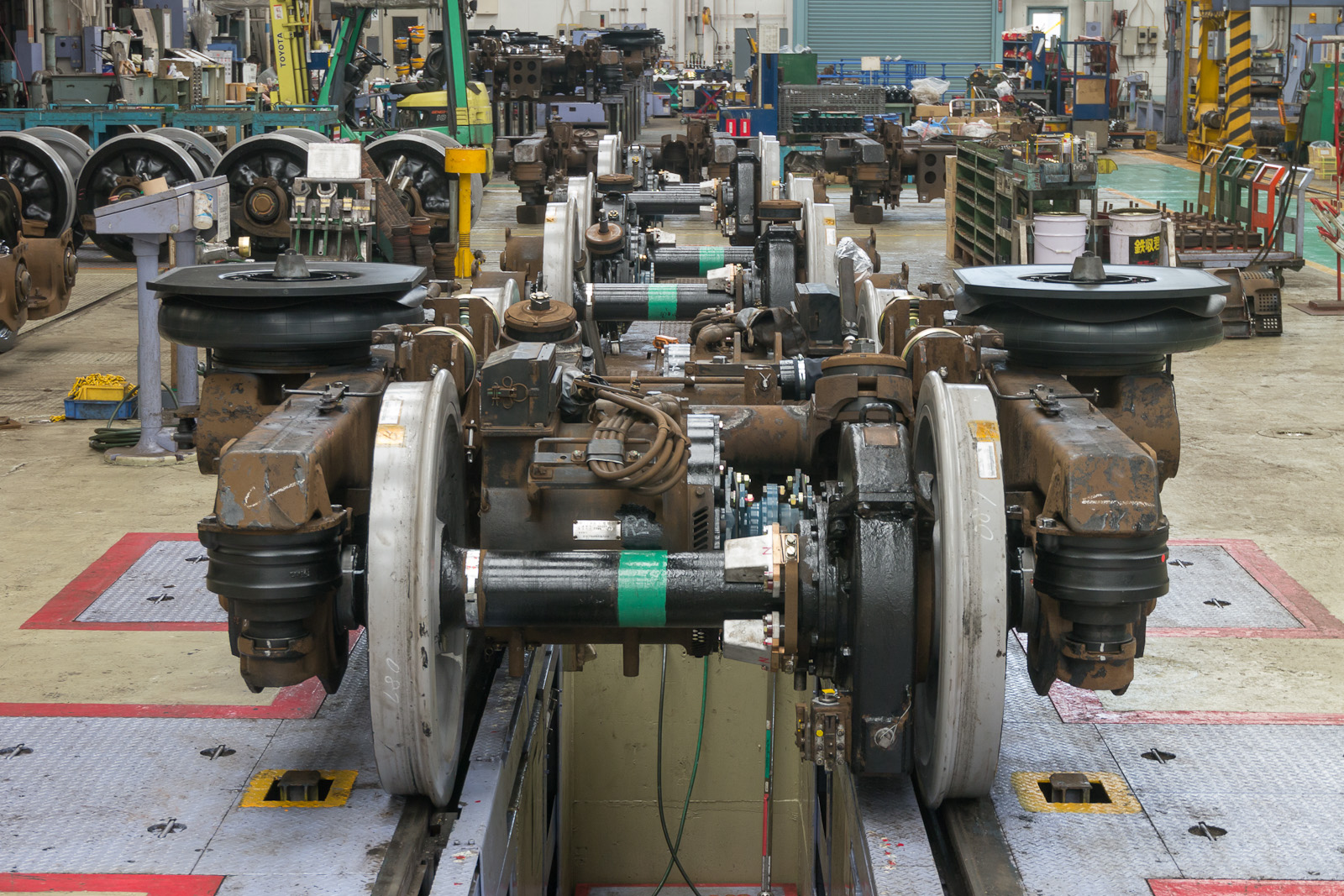
改装TD驱动装置的JR东日本205系5000番台电力动车组之动力转向架

挠性板联轴器驱动方式由日本東洋電機製造于1960年代研制成功，由于其典型结构的核心部件为两片金属挠性板，因而又得名为双挠性板驱动方式（Twin Disc drive），或简称TD驱动方式。这种传动系统的结构形式与WN驱动方式相似，与车轴平行布置的牵引电动机固定在转向架构架上，挠性板联轴器安装在电枢轴与小齿轮轴之间，它通过金属弹性膜片来实现减振和角向、轴向、径向变位补偿。与WN驱动方式相比，TD驱动方式的结构更为简单，其主要优点是无需润滑及维护，而且没有齿轮联轴器之噪音。然而，挠性板联轴器运转时金属膜片受力比较复杂，需要使用抗疲劳、耐锈蚀、高弹性的特殊金属膜片材料，对于金属材料加工工艺的技术水平要求较高，当今世界上具备挠性板联轴器生产资质的企业为数不多，因此TD驱动方式的应用远不及WN驱动方式普遍。以往一般采用特殊钢制作金属膜片，但自1990年代起东洋电机亦开始利用轻巧耐用的碳纤维增强复合材料。

### 小齿轮空心轴驱动方式
小齿轮空心轴驱动方式（Ritzelhohlwellenantrieb）是由西门子交通集团研制的弹性悬挂驱动装置。在这种结构形式中，牵引电动机通过装有橡胶关节的悬挂臂，全弹性地悬挂在转向架构架上；从动大齿轮和牵引齿轮箱直接安装在车轴上；小齿轮轴被设计成空心轴结构，通过轴承支承在牵引齿轮箱上，一根扭转轴从小齿轮空心轴当中穿过。牵引电动机电枢轴通过钢片万向联轴节与扭转轴相连，扭转轴另一端也通过相同的万向联轴节与小齿轮空心轴相连。这种驱动方式的主要特点之一是采用了牵引电动机弹性悬挂，使牵引电动机与转向架构架的横向运动解耦；另一个特点是将齿轮箱润滑油循环回路和牵引电动机轴承润滑油脂完全分开，使之发生任何故障时不会互相影响。齿轮空心轴驱动装置的簧下重量稍微大于轮对空心轴驱动方式，适用于最高速度达200公里/小时的机车车辆，这种驱动装置首先被应用于西门子“欧洲飞人”（Eurorunner）柴油机车，后来并成为“Vectron”机车设计平台的标准驱动系统。